# Centre œcuménique des droits de l'homme
Le Centre œcuménique des droits de l'homme (CEDH) est une organisation non gouvernementale haïtienne œuvrant pour la défense des droits de l'homme depuis 1979. Le CEDH est affilié à la Fédération internationale des droits de l'homme.

## Historique
Alors qu'il est réfugié en République dominicaine pour échapper à la mort par les milices des Tontons macoutes du dictateur François Duvalier, le père Jean-Claude Bajeux, militant actif pour les droits de l'homme à Haïti, créé, en 1979, à Santo Domingo, un centre de soutien pour les Haïtiens exilés de leur pays et pour venir en aide à ceux qui subissent l'injustice à Haïti mais également en République dominicaine. Le gouvernement dominicain apprécie peu l'action menée par ce centre haïtien dans sa capitale et ordonne sa fermeture en 1980. Les activités du Centre œcuménique des droits de l'homme sont transférées à San Juan sur l'île de Porto Rico. 
En janvier 1986, un soulèvement populaire renversa le fils Jean-Claude Duvalier qui s’exila en France le 7 février. La population participa au déchoucage des notabilités compromises avec le régime précédent. Malgré l'arrivée au pouvoir d'une junte militaire dirigée par le général Henri Namphy et la répression par l’armée ou les anciens miliciens sur les manifestations et la tentative d'assassinat du prêtre activiste, Jean-Bertrand Aristide, Jean-Claude Bajeux retourna dans son pays et installa le siège du Centre œcuménique des droits de l'homme à Port-au-Prince.
En 1991, avec le renversement du président Aristide par le général Raoul Cédras, Jean-Claude Bajeux doit de nouveau s'exiler. Il reviendra à Haïti en 1994 avec le retour du président Aristide. Il établit un rapport-enquête sur l'assassinat des militants du mouvement anti-dictatorial Jeune Haïti, survenu en 1964 sous le régime du dictateur François Duvalier.
En 2011, Jean-Claude Bajeux meurt d'un cancer au poumon. Son épouse, Sylvie Bajeux lui succède à la tête du CEDH.

## Activités
Le CEDH a servi de coordinateur pour réceptionner, entreposer et distribuer l’aide humanitaire qu'Haïti reçoit de l'extérieur par container. Une partie de cette aide est destinée aux propres actions du CEDH.
Le CEDH participe au Collectif contre l'impunité qui est un regroupement des victimes de Jean-Claude Duvalier.
En octobre 2014, près d’un mois après le décès de l’ancien dictateur Jean Claude Duvalier, la Fédération internationale des droits de l'homme a organisé, en partenariat avec ses organisations membres en Haïti, le RNDDH et le CEDH, une mission destinée à évaluer l’état de la procédure judiciaire menée par la cour d’appel de Port au Prince sur les crimes contre l’humanité perpétrés sous le régime de Jean Claude Duvalier. 
En octobre 2014, le collectif haïtien regroupant la FIDH - Fédération internationale des ligues des droits de l’Homme, le RNDDH - Réseau national de défense des droits de l’homme, le CEDH - Centre œcuménique des droits humains et la LDH - Ligue des droits de l’homme, adresse une lettre ouverte au président François Hollande à l’occasion de la visite du président Michel Martelly en France, pour lui signifier que le respect des droits humains et la lutte contre l’impunité en Haïti doivent plus que jamais être des priorités pour les autorités haïtiennes.
- Notices d'autorité :   - VIAF
  - LCCN
  - WorldCat